# سفيان البهجة
سفيان البهجة هو لاعب كرة قدم مغربي ولد في 24 يناير 1993 في مراكش. يلعب كمهاجم لصالح أولمبيك أسفي. في 2013–14، شارك مع الكوكب المراكشي وسجل 7 أهداف.

## روابط خارجية
- سفيان البهجة على موقع قاعدة بيانات كرة القدم.إي يو (الإنجليزية)